# Marie-Amélie d'Autriche (1724-1730)
Pour les articles homonymes, voir Marie-Amélie d'Autriche.
L'archiduchesse Marie-Amélie d'Autriche, dite Marie-Amélie de Habsbourg (en allemand : Maria Amalia von Österreich, von Habsburg), née à Vienne le 5 avril 1724 et morte à Vienne le 19 avril 1730, est la fille de l'empereur du Saint-Empire romain germanique Charles VI de son épouse née impératrice du Saint-Empire Élisabeth-Christine de Brunswick-Wolfenbüttel. Elle était la sœur de Marie-Thérèse et son beau-frère était François Ier, empereur du Saint-Empire romain germanique. Elle était la tante de la reine Marie-Antoinette de France, de la reine Marie-Caroline de Naples et de Siclie, de la duchesse Marie-Amélie de Parme, de la duchesse Marie-Christine de Teschen, du duc Ferdinand de Modène, et de deux empereurs du Saint-Empire romain germanique : Joseph II et Léopold II.
Marie-Amélie était une princesse de la maison de Habsbourg (Autriche) et du Saint-Empire romain germanique, etc.
Lorsqu'elle mourut à l'âge de six ans, sa sœur aînée – qui deviendra plus tard l'impératrice Marie-Thérèse – n'avait que 13 ans, et son autre sœur seulement 12 ans.

## Biographie

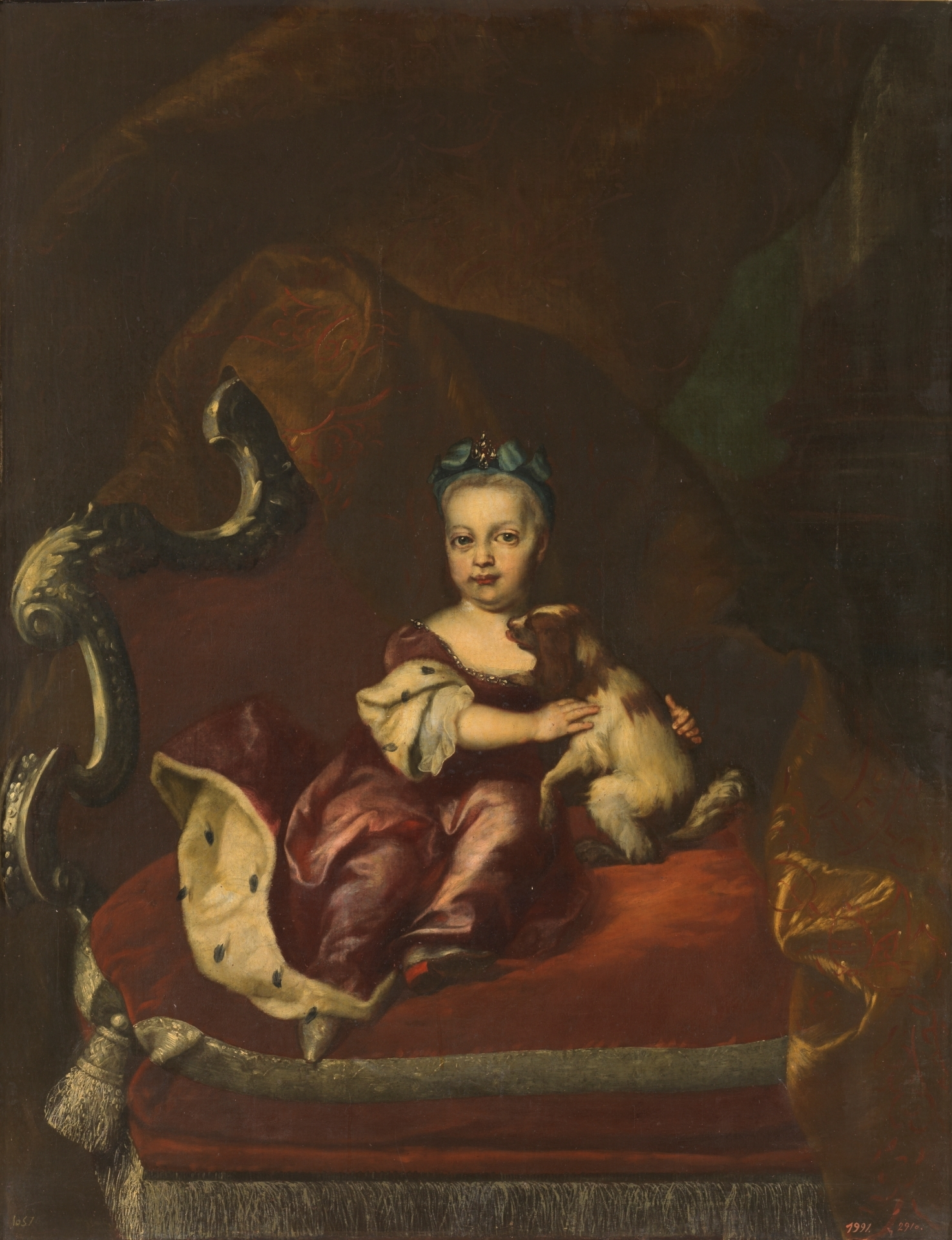
Marie-Amélie avec son chien, par Johann Gottfried Auerbach.

Marie-Amélie est née le 5 avril 1724 au palais impérial de la Hofburg à Vienne, en Autriche. Elle était le quatrième enfant et la plus jeune fille de Charles VI, empereur du Saint-Empire romain germanique et d'Élisabeth-Christine de Brunswick-Wolfenbüttel, impératrice du Saint-Empire romain germanique. 
Son père était le fils de Léopold Ier empereur du Saint-Empire romain germanique et d'Éléonore de Neubourg Impératrice du Saint-Empire romain germanique. Sa mère était le fille d'Louis-Rodolphe de Brunswick-Wolfenbüttel et d'Christine-Louise d'Oettingen-Oettingen.
Elle et ses sœurs, Marie-Thérèse et Marie-Anne étaient les seules filles survivantes de leurs parents. Cela causa une grande déception à leur père et à leur mère. Tout comme la naissance de sa sœur Marie-Anne, sa propre naissance ne fut pas bien accueillie par son père, car il attendait un héritier masculin. Leur frère, Léopold Johann (1716-1716), héritier du trône, mourut à l'âge de seulement six mois. Leur père mit plusieurs mois avant de commencer à accepter progressivement sa fille.
L'empereur Charles émit la Pragmatique Sanction en 1713, permettant à ses filles d'hériter également du trône. Charles VI fut une fois de plus rappelé de manière évidente que seules la Pragmatique Sanction et ses filles pouvaient protéger sa lignée de l'extinction. En 1740, après la mort de Charles, sa fille aînée Marie-Thérèse fut la première à bénéficier de ce privilège. C'est le début de la guerre de Succession d'Autriche qui durera huit ans.
Mais Marie-Amélie n’a pas vécu assez longtemps pour voir cela. Elle décède le 19 avril 1730, à l'âge de six ans. Enterrée dans la crypte impériale de Vienne, en Autriche, elle était le dernier membre de la dynastie des Habsbourg en Autriche.

## Titres et styles
- 5 avril 1724 - 19 avril 1730 : Son Altesse Impériale et Royale l'archiduchesse Marie-Amélie, princesse impériale d'Autriche, princesse royale de Hongrie, de Bohême, princesse de Toscane, etc.

## Sarcophage

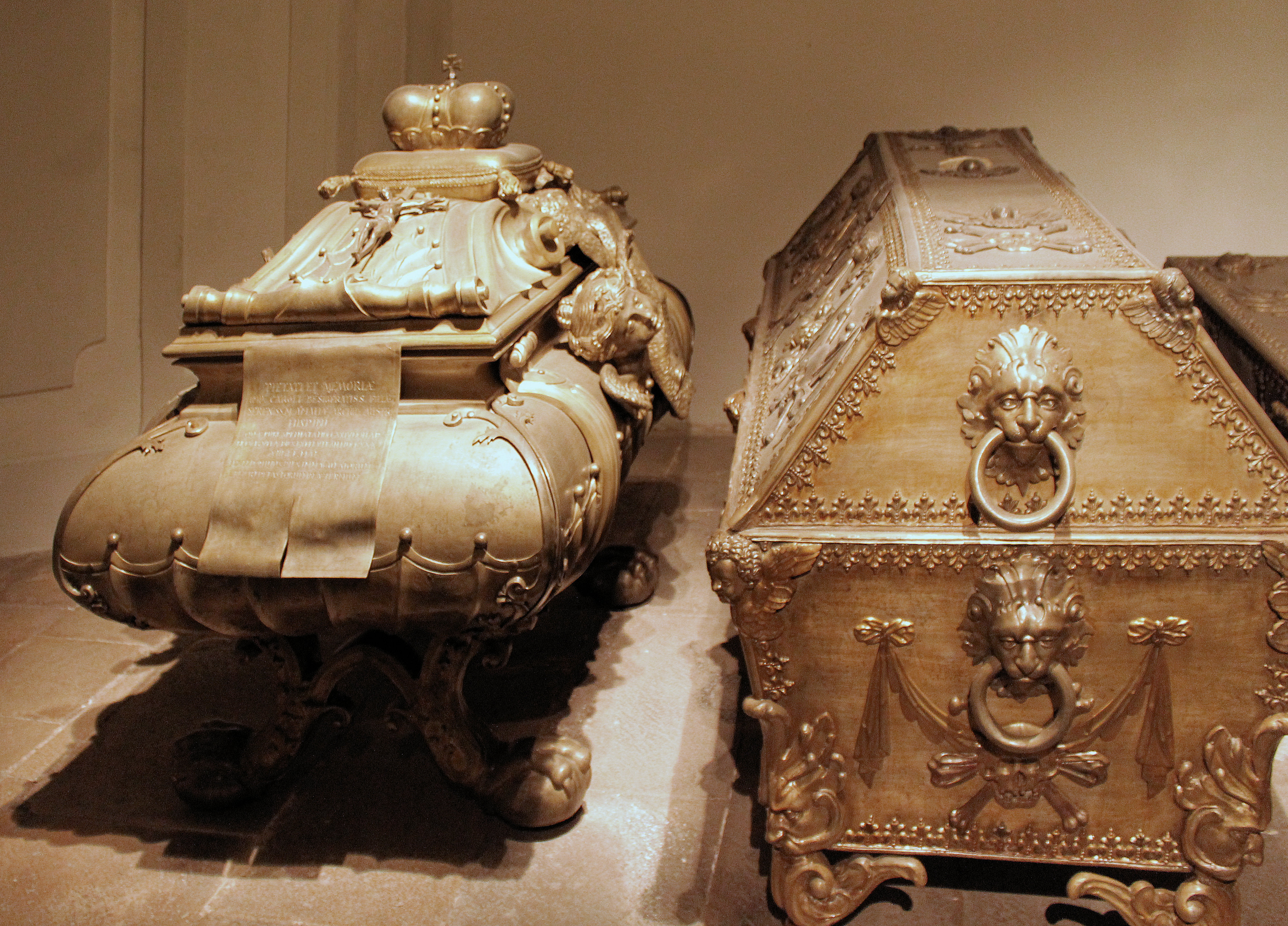
Sarcophage de Marie-Amélie et de sa sœur aînée dans la crypte à Vienne, en Autriche.

Ce cercueil en étain a été fabriqué par le fondeur d’étain Hans Georg Lehrl à Salzbourg. Avec son design ondulé, il reflète le style artistique baroque de haut niveau. Une fourrure d’hermine – symbole du Christ – est jetée sur le couvercle du cercueil. Sur un coussin repose la couronne archiducale d’Autriche. Sur les parois latérales, on trouve des têtes d’anges ailées. L’ensemble du cercueil repose sur des pattes de lion.
Inscriptions gravées sur le sarcophage :
« PIETATI ET MEMORIAE IMP. CAROLI DESIDERATISS. FILIAE SERENISS. M. AMALIAE, ARCHID. AUSTR. HISP. INF. QUAE PUBL. SPEI NATA MDCCXXIV, NON. AP. BREVIS VITAE DIES EXPLEVIT ANN. MDCCXXX XIII KL. MA. NOVIT DOMINUS DIES IMMACULATORUM ET HAEREDITAS EORUM IN AETERNUM. »
« Avec piété et en mémoire de la fille tant désirée de l'Empereur Charles, la très illustre Marie-Amélie, Archiduchesse d'Autriche et Infante d'Espagne, née dans l’espoir général le 5 avril 1724, et qui a achevé sa courte vie le 19 avril 1730. Le Seigneur connaît les jours des âmes immaculées, et leur héritage durera éternellement. »

## Portraits

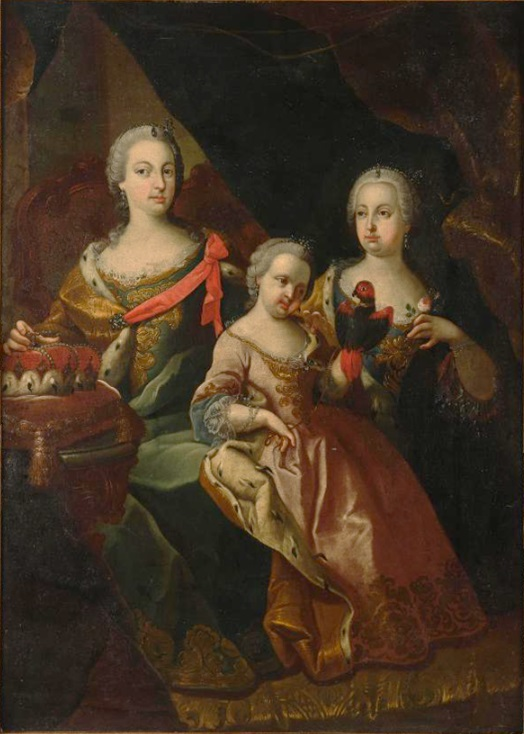
3 Archiduchesse Marie-Thérèse portant la Couronne archiducale avec ses sœurs Marie-Anne avec une rose et Marie-Amélie avec un perroquet, vers 1730.
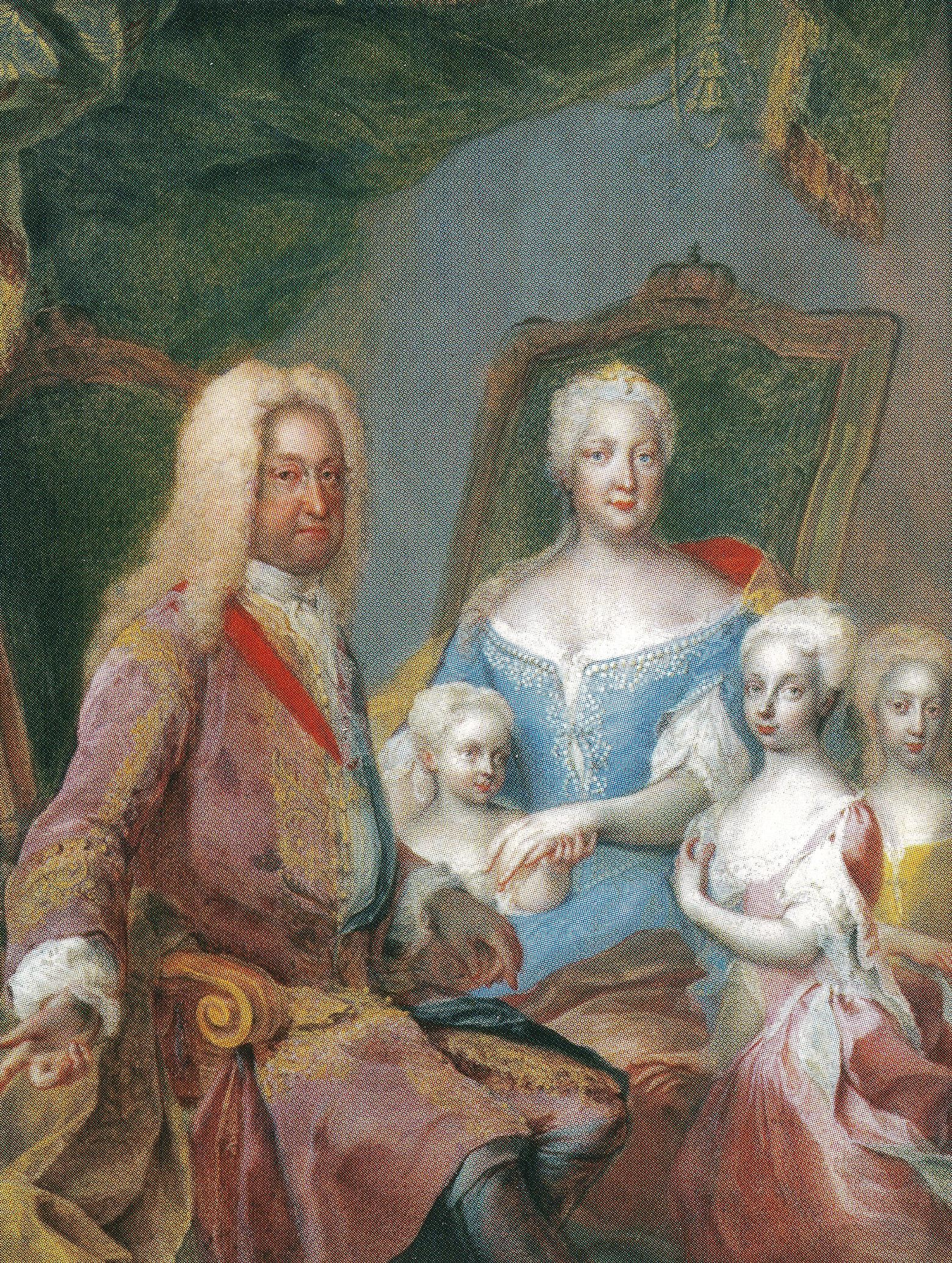
L'empereur Charles VI et l'impératrice Elisabeth Christine tiennent l'archiduchesse Marie-Amélie, l'archiduchesse Marie-Thérèse debout et l'archiduchesse Marie-Anne à droite, en arrière-plan, vers 1729-1730, par Martin van Meytens
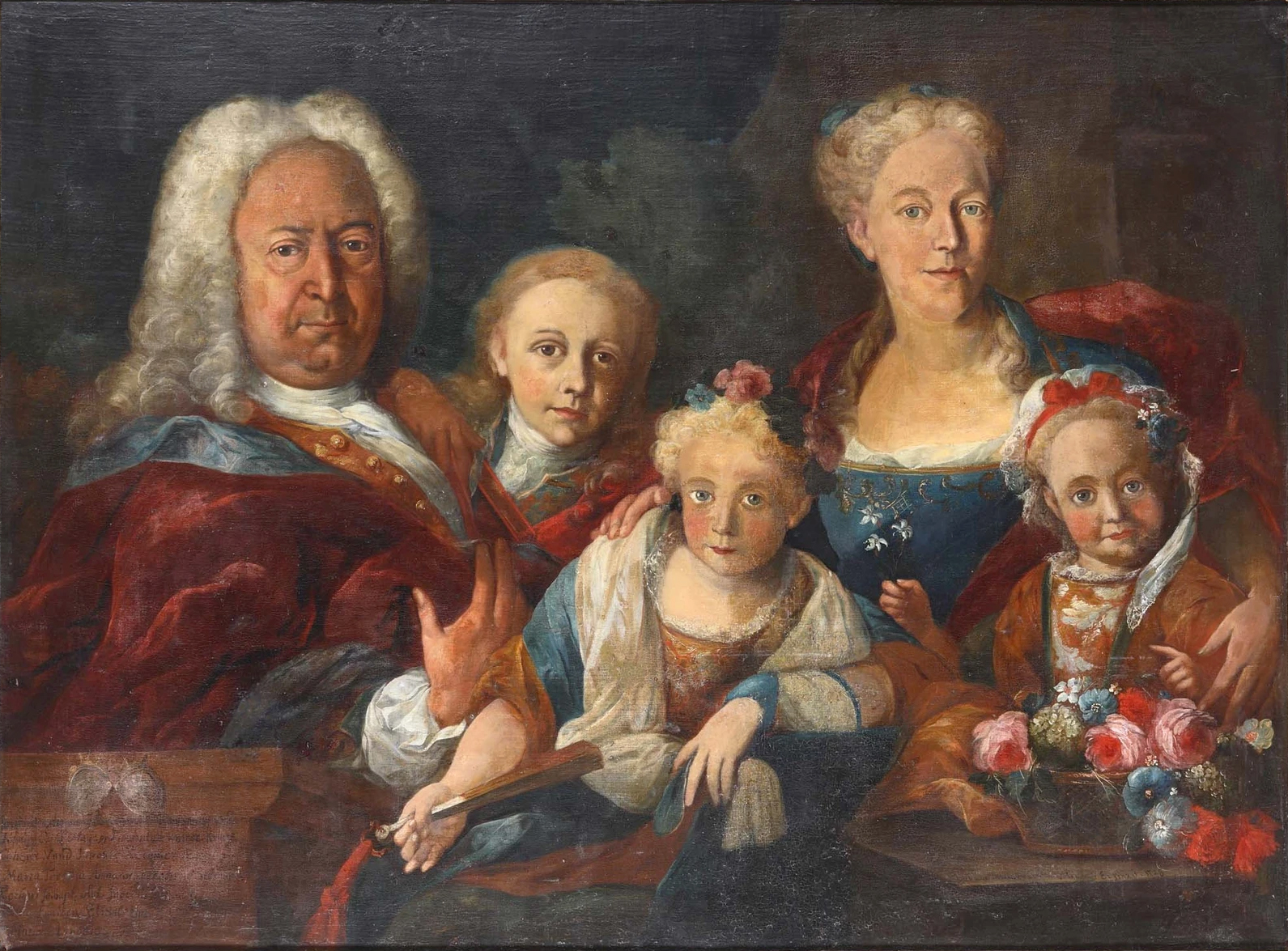
La famille de Charles VI, vers 1728, par Jacob Carl Stauder.